# Вулиця Лисеницька
Вулиця Лисеницька — вулиця у Личаківському районі міста Львова, у місцевостях Майорівка, Пасіки та Клекучко. Прямує від вулиці Пасічної вглиб Винниківського лісопарку.
Вулиця йде по вершині відрогу хребта й практично з усіх сторін оточена парками та лісами, з заходу це лісопарк Погулянка, а з півночі, сходу та півдня — Винниківський лісопарк. У кінці вулиці знаходяться численні лісові джерела.

## Історія
У міжвоєнний період місцевість була майже не забудована, за СРСР західну частину забудували багатоповерхівками, а східну віддали під садибну забудову. Тут мешкав один з найзаможніших та найвпливовіших львів'ян Петро Писарчук.

## Інфраструктура
Безпосередньо на вулиці розташовано декілька продуктових крамниць, а також великий торговельний комплекс «Метро» та кілька супермаркетів, найбільший з яких АТБ, що працює цілодобово. 
На Лисеницькій та Пасічній розташовані навчальні корпуси Львівського техніко-економічного фахового коледжу НУ «Львівська політехніка» та ліцей «Львівський» (до 2002 року — львівська СЗОШ № 88). На сусідній вулиці Пасічній (під № 87) діє басейн «Водан».

## Транспорт
Безпосередньо по Лисеницькій маршрути громадського транспорту відсутні. Проте на початку вулиці є три зупинки громадського транспорту, що приписані до вул. Пасічної, повз які курсують автобуси № 40, № 47 і нічний — 5Н та маршрутні таксі № 9, 23, 27. Також тут зупиняється приміський автобус № 138. Існують плани проведення у цю місцевість тролейбусу (від вулиці Зеленої) та трамваю (від вулиці Личаківської).
До транспортної реформи у Львові на початку 2010-х років на Лисеницькій була кінцева маршрутки № 51, яка заїжджала безпосередньо на початок вулиці.

## Забудова
Початок вулиці Лисеницької забудований у радянський час дев'ятиповерхівками та кількома сучасними багатоповерхівками кінця 2010-х років. У східній частині вулиці переважає садибна та котеджна забудова.

## Галерея

Церква Благовіщення Пресвятої Богородиці на початку вулиці
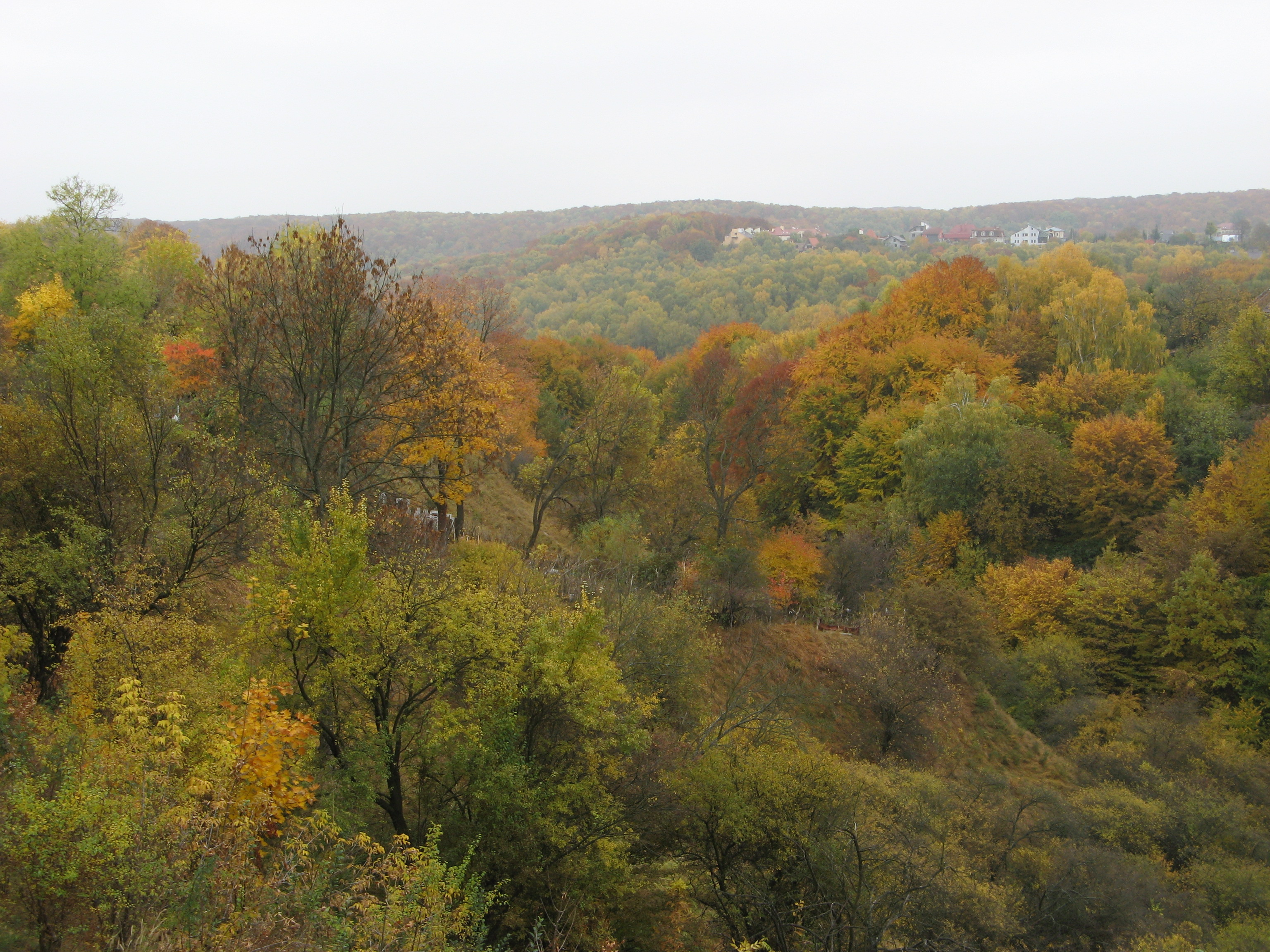
Винниківський лісопарк, на задньому плані кінець вулиці Лисеницької
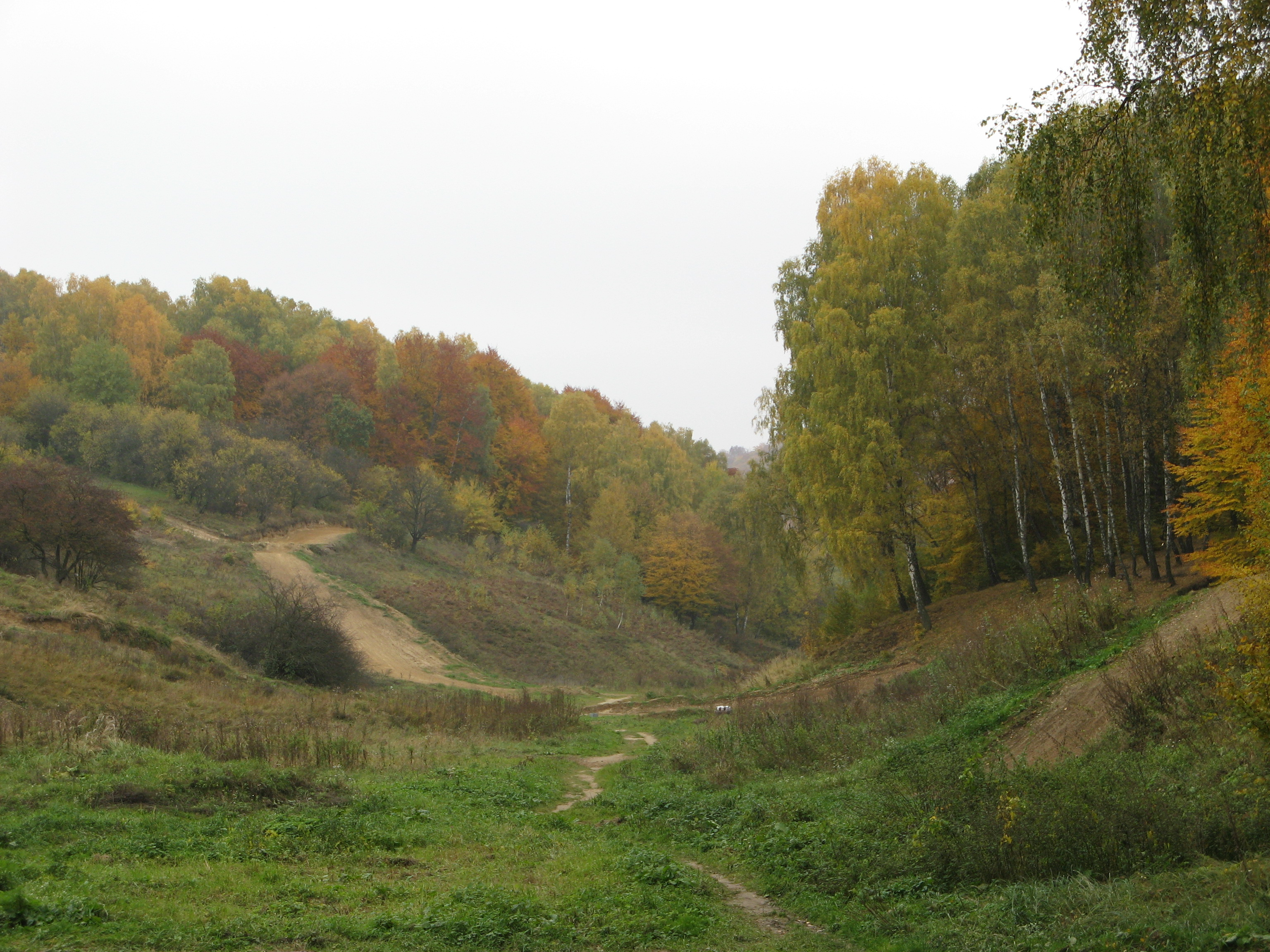
Долина Винниківський лісопарку у кінці вулиці